# Peter Schilling
Pour les articles homonymes, voir Schilling.
Peter Schilling (Pierre Michael Schilling de son nom complet), né le 28 janvier 1956 à Stuttgart (Allemagne) est un musicien de Synthpop allemand, connu notamment pour les titres Major Tom (1983) et Different Story (World of Lust and Crime) (1989).
Son œuvre aborde souvent des thèmes de science-fiction (holocauste nucléaire, extraterrestres, cosmonautes), comme dans son album de 1983, Error in the System, inspiré du classique de David Bowie de 1969, Space Oddity. C'est à cet album qu'appartient son grand succès international, Major Tom (Coming Home), chanté initialement en allemand, puis en anglais.

## Discographie
- Fehler im System, WEA 24.0026.1, 1982 [n° 4 en Autriche]
- Major Tom (Völlig losgelöst), 1982 [n° 1 en Allemagne]
- Error in the System, Elektra 60265-1, 1983 [n° 61 aux États-Unis, n° 1 au Canada]
- 120 Grad, 1984
- Things to Come, Elektra 604404-1, 1985
- 1.000 Augen, 1986 (cet album n'a jamais été publié)
- The Different Story (World of Lust and Crime), 1989 (publié en Allemagne en 1992)
- Geheime Macht, 1993
- Major Tom 94, 1994
- Sonne, Mond Und Sterne, 1994
- Von Anfang an...bis jetzt, 1999
- Raumnot, 2003
- Retrospektive, 2004
- Zeitsprung, 2004
- Delight Factor Wellness, 2005
- Das Prinzip Mensch, 2006
- Tauch Mit Mir...In Eine Neue Zeit...Das Beste Von 2003-2006, 2006
- Emotionen sind männlich, 2007